# Arirang
Arirang (아리랑?) è una canzone folk coreana, spesso considerata l'inno non ufficiale della Corea.
Nel dicembre 2012 è stata inserita nella lista dei Patrimoni orali e immateriali dell'umanità tutelati dall'UNESCO. La prima traduzione della canzone in testi cantabili in nove lingue è stata eseguita nel dicembre 2013.

## Varianti
Ci sono diverse varianti della canzone, che possono essere classificate in base al testo, al tempo in cui viene suonato il ritornello, alla natura del ritornello, la melodia generale e così via. I titoli delle diverse versioni di "Arirang" di solito sono preceduti dal loro luogo di origine o da qualcos'altro di significante.
La forma originale di "Arirang" è "Jeongseon Arirang", la quale è stata suonata per oltre 600 anni.

## Traduzione in altre lingue
Fino al 2013, i testi non erano stati tradotti in nessun'altra lingua, costringendo i cantanti a cantare i testi in coreano. Verso la fine del 2013, un gruppo di traduttori e interpreti professionisti della Graduate School of Translation and Interpretation della Hankuk University of Foreign Studies hanno prodotto dei testi cantabili di "Arirang" in nove lingue, oltre al coreano. Il 3 dicembre 2013, il professor Jongsup Jun ha diretto un concerto dal titolo "Let the World Sing Arirang in Their Tongues!" dove un coro di studenti ha cantato il famoso Kyunggi "Arirang" in inglese, cinese, giapponese, francese, italiano, spagnolo, tedesco, russo, arabo e coreano.